# Couvent des Récollets (Paris)

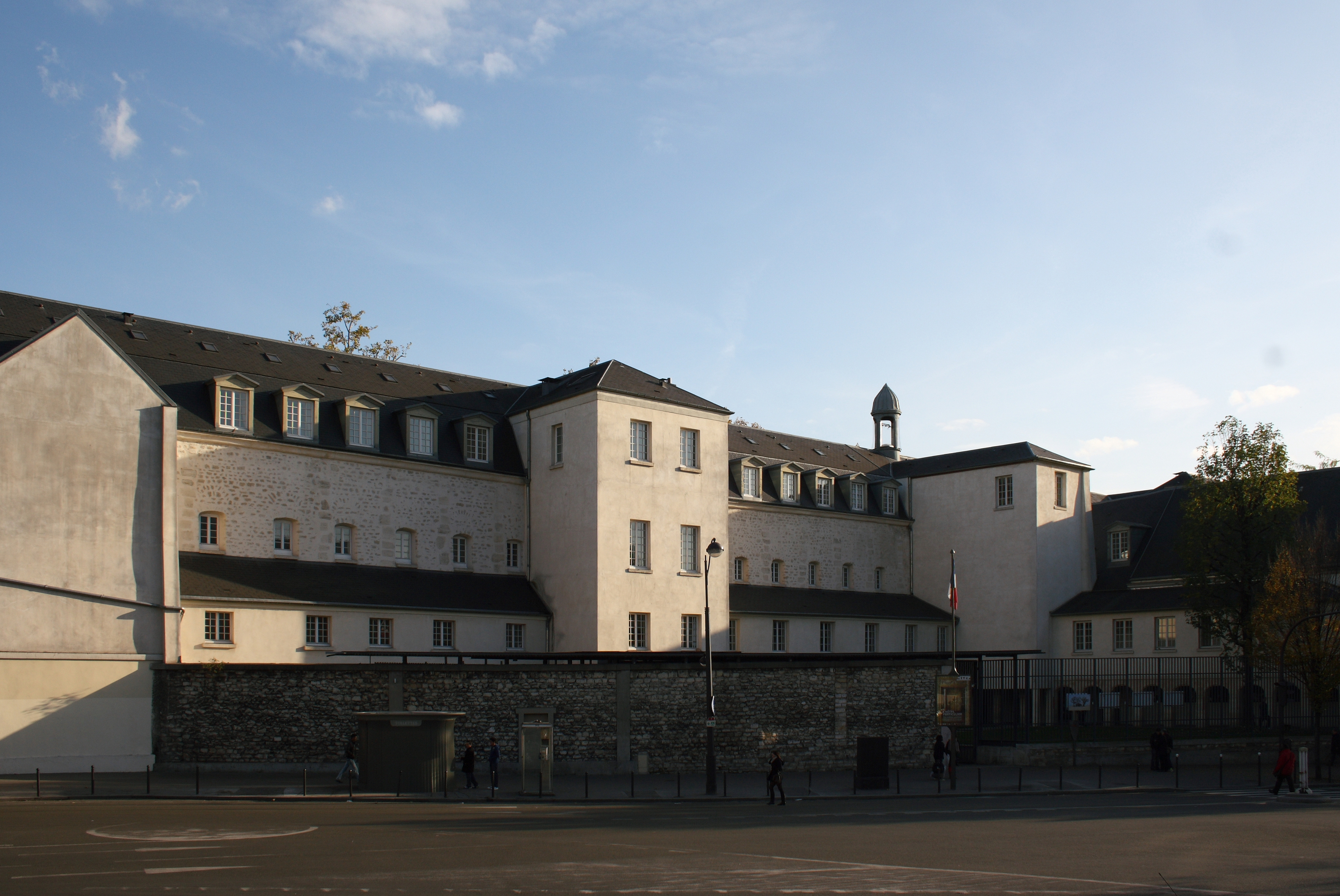
Couvent des Récollets (ehemaliges Rekollektenkloster)

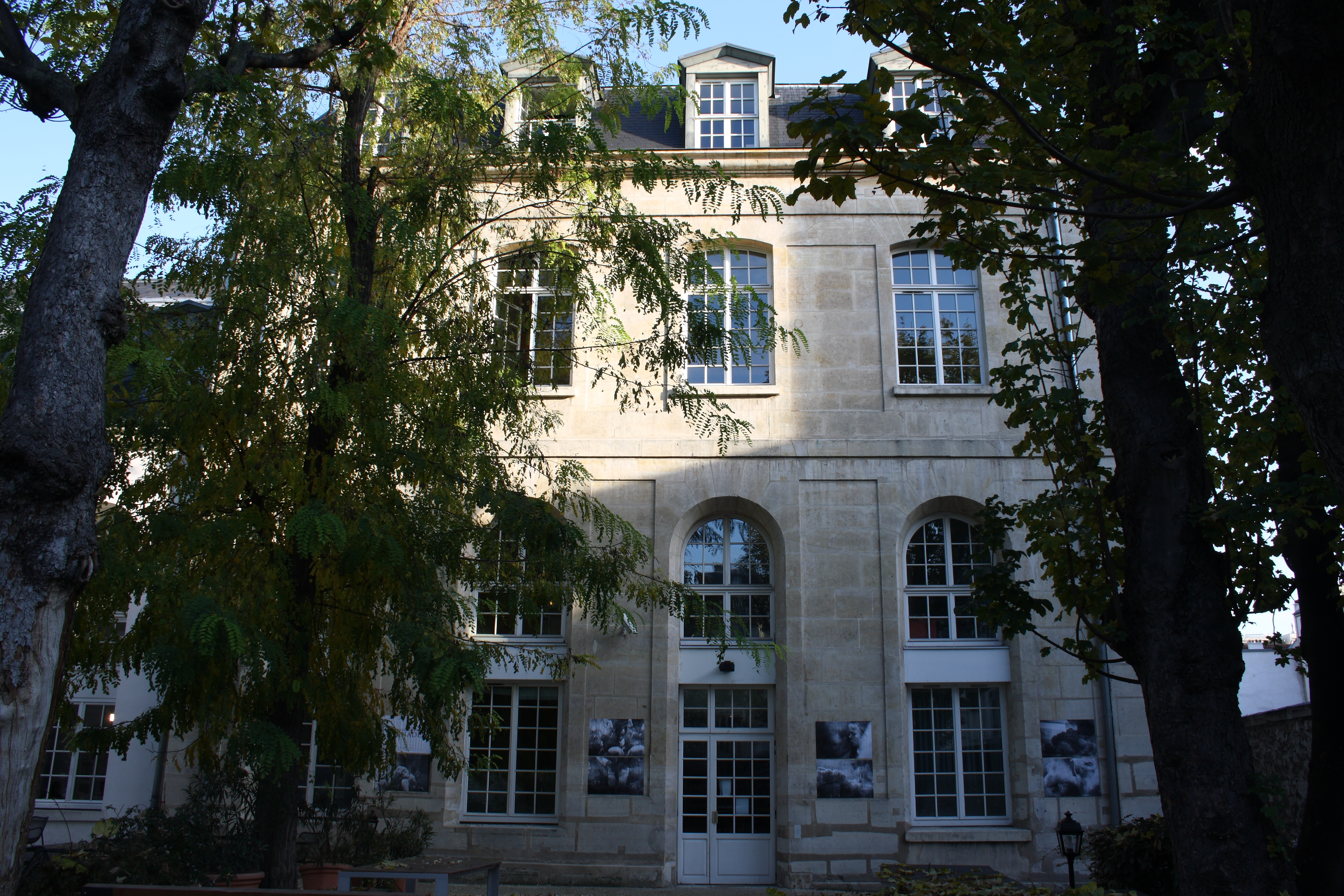
Ehemaliges Klostergebäude

Der Couvent des Récollets im 10. Arrondissement von Paris ist ein ehemaliges Kloster der Franziskaner-Rekollekten, das zu Beginn des 17. Jahrhunderts errichtet wurde. Ab der Mitte des 19. Jahrhunderts diente es für hundert Jahre als Militärkrankenhaus. Heute ist in dem ehemaligen Kloster La Maison de l’architecture (Haus der Architektur) untergebracht. Neben den Büros der Architektenkammer der Île de France beherbergt es das Centre international d’accueil et d’échange des Récollets, ein internationales Begegnungszentrum mit Wohnungen für Forscher und Künstler. Das Gebäude befindet sich an der Ecke Rue du Faubourg Saint-Martin Nr. 148 und Rue des Récollets Nr. 8, gegenüber dem Ostbahnhof. Die nächste Metrostation ist Gare de l’Est der Linien 4, 5 und 7.
Im Jahr 1974 wurde das Gebäude in die Liste der französischen Baudenkmäler als Monument historique aufgenommen.

## Geschichte
1603 ließen sich die Rekollekten (die Minderen Brüder von der strengen Observanz des hl. Franziskus), ein Reformzweig der Franziskaner, mit der Erlaubnis von Heinrich IV. in Paris nieder. Das Gelände erhielten die Brüder von Jacques Cottard und seiner Gemahlin zum Geschenk. Wenig später wurde die Kirche errichtet, die Notre-Dame-de-l’Annonciation (Unserer Lieben Frau der Verkündigung) gewidmet war. Ab 1619 entstanden die Klostergebäude. Die Ordensbrüder waren als Militärseelsorger tätig und betreuten das nahegelegene Hôpital Saint-Louis. Zu Beginn des 18. Jahrhunderts umfasste die Ordensgemeinschaft über 200 Mitglieder, und das Kloster diente dem Titularbischof von Bethlehem als Residenz. Es besaß eine bedeutende Bibliothek von 30.000 Bänden, ein Kuriositätenkabinett und zahlreiche Gemälde, darunter 38 Porträts von Päpsten, Heiligen und anderen Persönlichkeiten.
Infolge der Französischen Revolution wurde das Kloster aufgehoben und zunächst als Versammlungsort und Kaserne genutzt, später als Armenhaus. Nach Umbauten durch den Architekten Bernard Poyet wurde in den Gebäuden eine Hanf- und Baumwollspinnerei eingerichtet. 1802 verlegte man das Krankenhaus für unheilbar kranke Männer vom Hôpital Laënnec (in der Rue de Sèvres im 7. Arrondissement) in das einstige Rekollektenkloster. In dieser Zeit wurde die Kapelle verkleinert und die neoklassizistische Eingangsfassade errichtet. 1861 wurde das Kloster Militärhospital, zunächst unter dem Namen Saint-Martin, bis es 1913 nach dem Arzt Jean-Antoine Villemin umbenannt wurde. In dieser Zeit wurde das Gebäude um ein Stockwerk erhöht und die Fassade ihres Dekors beraubt. 1968 wurde das baufällig gewordene Gebäude aufgegeben und blieb lange Zeit ungenutzt.
1973 wurden zwei Flügel abgerissen, ein Teil der ehemaligen Gärten wurde zu einem öffentlichen Park, dem Square Villemin, umgestaltet. Anschließend nutzte die École d’architecture de Paris-Villemin knapp zwanzig Jahre lang die Räume. Bereits 1986/87 wurde ein Architekturwettbewerb für die Restaurierung des ehemaligen Klosters ausgeschrieben. Mit den Arbeiten wurde allerdings erst 1999 begonnen, nachdem die Gebäude der Stadt Paris vom französischen Staat übertragen worden waren. Sie wurden vom Architekturbüro Reichen & Robert durchgeführt und im Jahr 2003 beendet.

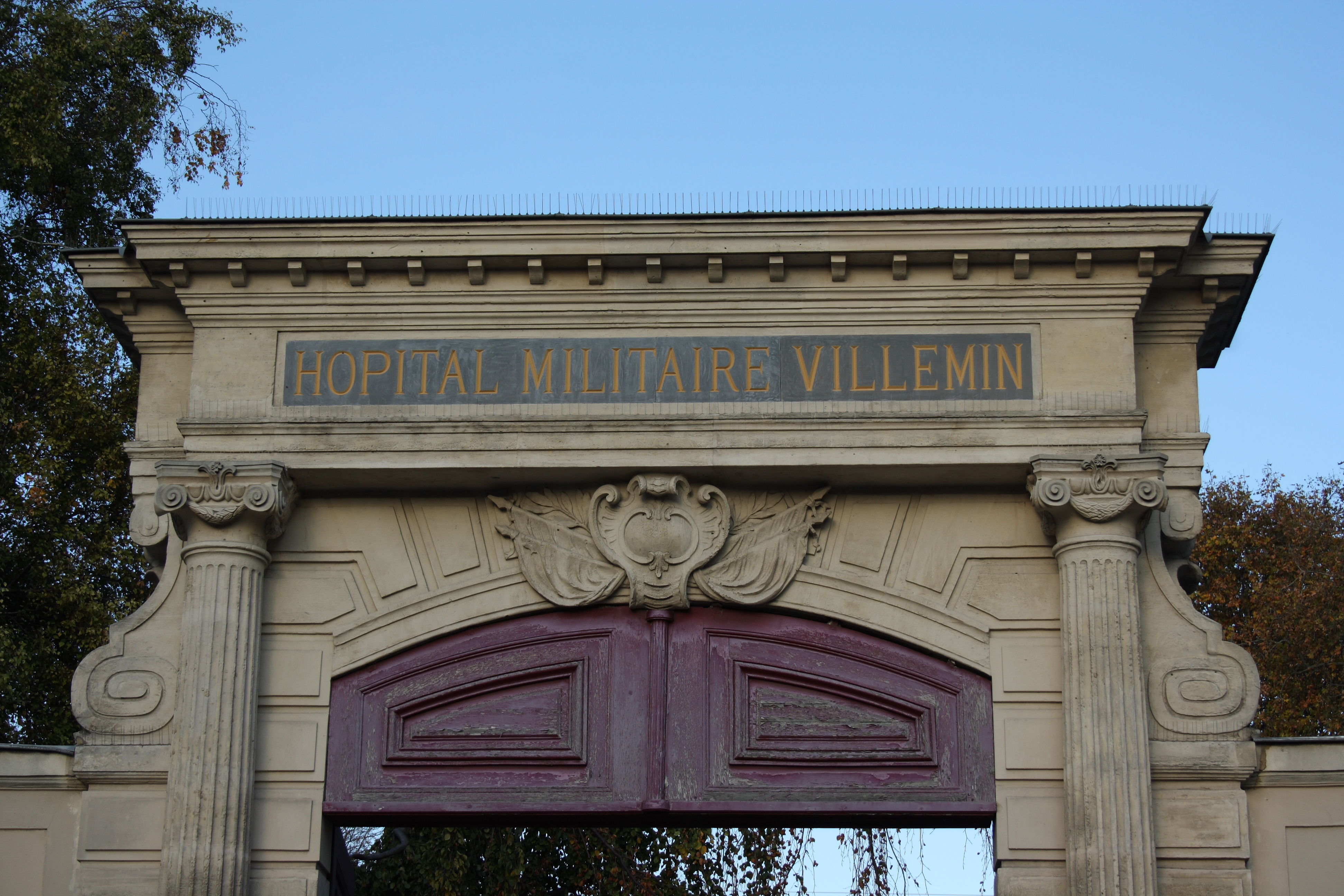
Eingangstor zum ehemaligen Militärkrankenhaus (Hôpital Militaire Villemin)

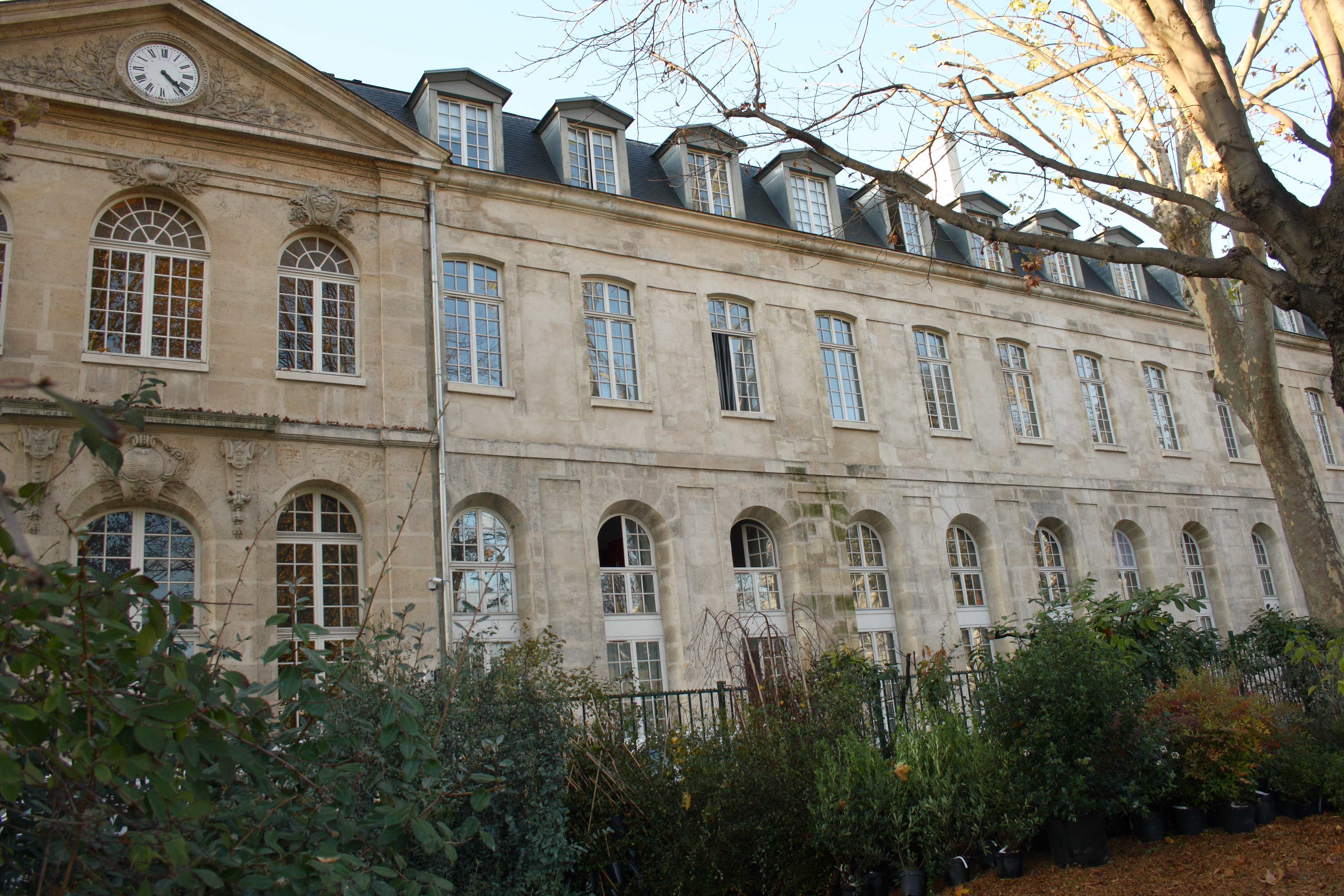
Fassade zum Square Villemin

## Architektur
Der Eingang zur Kapelle an der Rue du Faubourg Saint-Martin besitzt ein neoklassizistisches Portal mit einem aus zwei Säulen bestehenden Portikus, auf dem ein Dreiecksgiebel aufliegt.
Der ursprüngliche Eingang zum Kloster befand sich an der Rue du Faubourg Saint-Martin. 1849 wurde er in die Rue des Récollets verlegt. Dort steht noch das Portal des späteren Militärkrankenhauses mit der Inschrift HOPITAL MILITAIRE VILLEMIN, das von kannelierten Säulen eingefasst ist.
Vom ehemaligen Kreuzgang sind noch 22 Arkaden erhalten. Die zum Garten gerichtete Fassade erstreckt sich über fast 100 Meter und stammt aus dem 18. Jahrhundert. Sie ist in 26 Achsen gegliedert und im Erdgeschoss von großen Rundbogenfenstern durchbrochen. In diesem Teil des Gebäudes, der in drei Stockwerke unterteilt ist, waren die Schlafsäle, Empfangszimmer und die Bibliothek untergebracht. Der nur wenig vorstehende Mittelrisalit ist mit einem Dreiecksgiebel bekrönt, in dessen Mitte eine Uhr prangt. Die drei Rundbogenfenster der oberen Etage zieren Rocaillekartuschen, das mittlere Fenster des Erdgeschosses ist mit skulptierten Konsolen und einer Agraffe versehen.
Im Innern sind ein Treppenaufgang mit einem schmiedeeisernen Geländer aus dem frühen 18. Jahrhundert erhalten sowie eine Holztreppe mit gedrechselten Eichenbalustern.